# Музей Шерлока Холмса

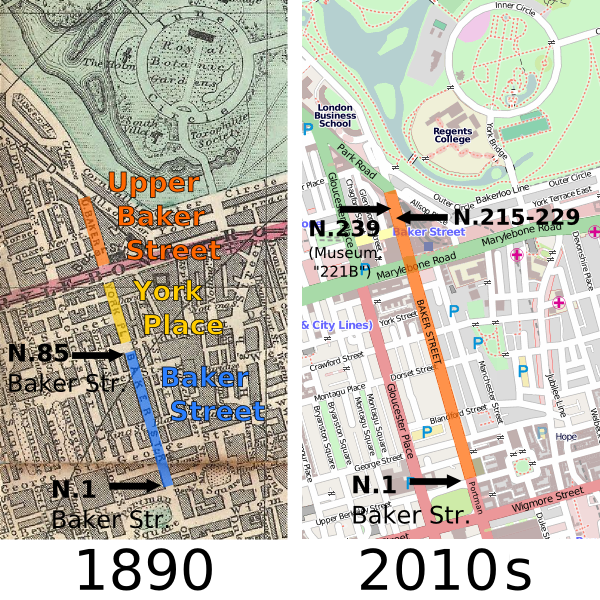
Нумерация домов на Бейкер-стрит в 1890 и 2010 годах

Музей Шерлока Холмса (англ. The Sherlock Holmes Museum) — лондонский дом-музей сыщика-консультанта Шерлока Холмса, литературного персонажа, созданного сэром Артуром Конан-Дойлем.
Музею присвоен официальный почтовый адрес 221b, Baker Street, London, соответствующий указанному в произведениях Конан-Дойля; ранее номер дома был другим.

## История
Согласно произведениям Артура Конан-Дойля, Шерлок Холмс и его друг доктор Ватсон жили в квартире по адресу Бейкер-стрит, 221b (англ. 221b, Baker street) в период с 1881 по 1904 год. Во время написания этих произведений такого адреса в Лондоне не существовало. Впоследствии, при продлении Бейкер-стрит на север (туда, где в конце XIX века находилась улица под названием Upper Baker Street), этот номер оказался в числе номеров с 215 по 229, присвоенных зданию строительного общества Abbey National. По этой причине в течение многих лет Abbey National было вынуждено держать на должности специального секретаря для обработки большого количества писем и прочей корреспонденции, постоянно приходящих по адресу Baker street, 221b на имя Шерлока Холмса. При создании музея была специально зарегистрирована фирма «221b Baker Street», чтобы иметь возможность на законных основаниях повесить на «доме Шерлока Холмса», реальный номер которого 239, соответствующую табличку. Впоследствии, однако, дом всё же получил официальный почтовый адрес 221b, Baker Street, London, NW1 6XE, и корреспонденция начала поступать непосредственно в музей.
Музей находится неподалёку от станции Лондонского метрополитена Бейкер-стрит, примерно на полпути от пересечения улицы Бейкер-стрит с Мэрилебон-роуд к Риджентс-парку. Располагается музей в четырёхэтажном доме в викторианском стиле. Дом построен в 1815 году и внесён в список зданий Его Величества, представляющих архитектурную и историческую ценность, 2-го класса.

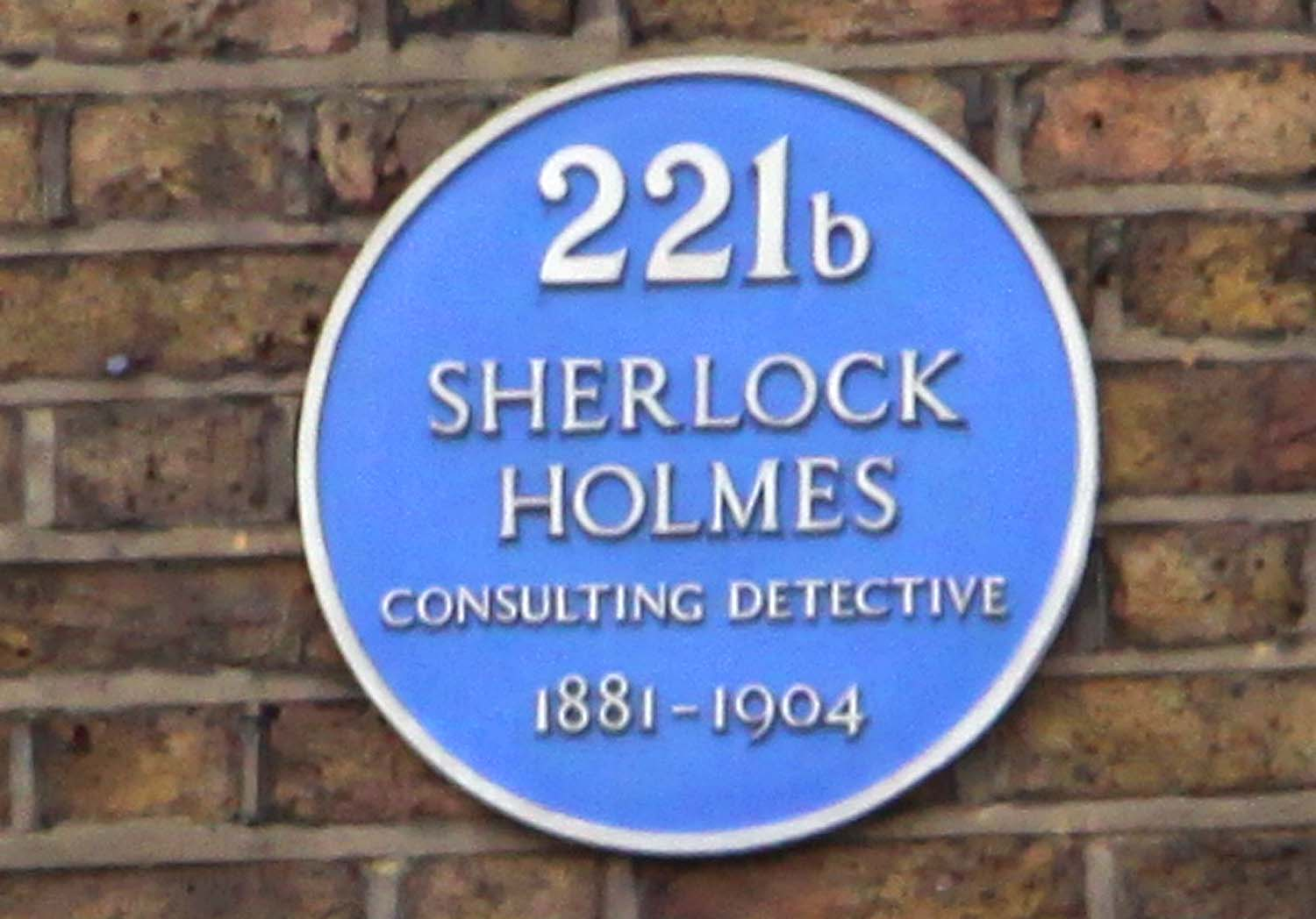
Помимо вывески музея, снаружи на доме находится типовая лондонская мемориальная табличка («синяя табличка»), устанавливаемая на домах, в которых проживали какие-либо исторические личности. На табличке указано, что в этом доме с 1881 по 1904 год жил сыщик-консультант Шерлок Холмс

Первый этаж музея занимают сувенирный магазин и маленькая передняя. На втором этаже находятся гостиная (выходящая окнами на Бейкер-стрит) и смежная с ней комната Холмса (окном во двор), на третьем — комнаты Ватсона (окном во двор) и миссис Хадсон (окном на улицу). На четвёртом этаже, изначально использовавшемся для хозяйственных целей, размещены восковые фигуры героев различных произведений о Шерлоке Холмсе, а также туалет и чулан.

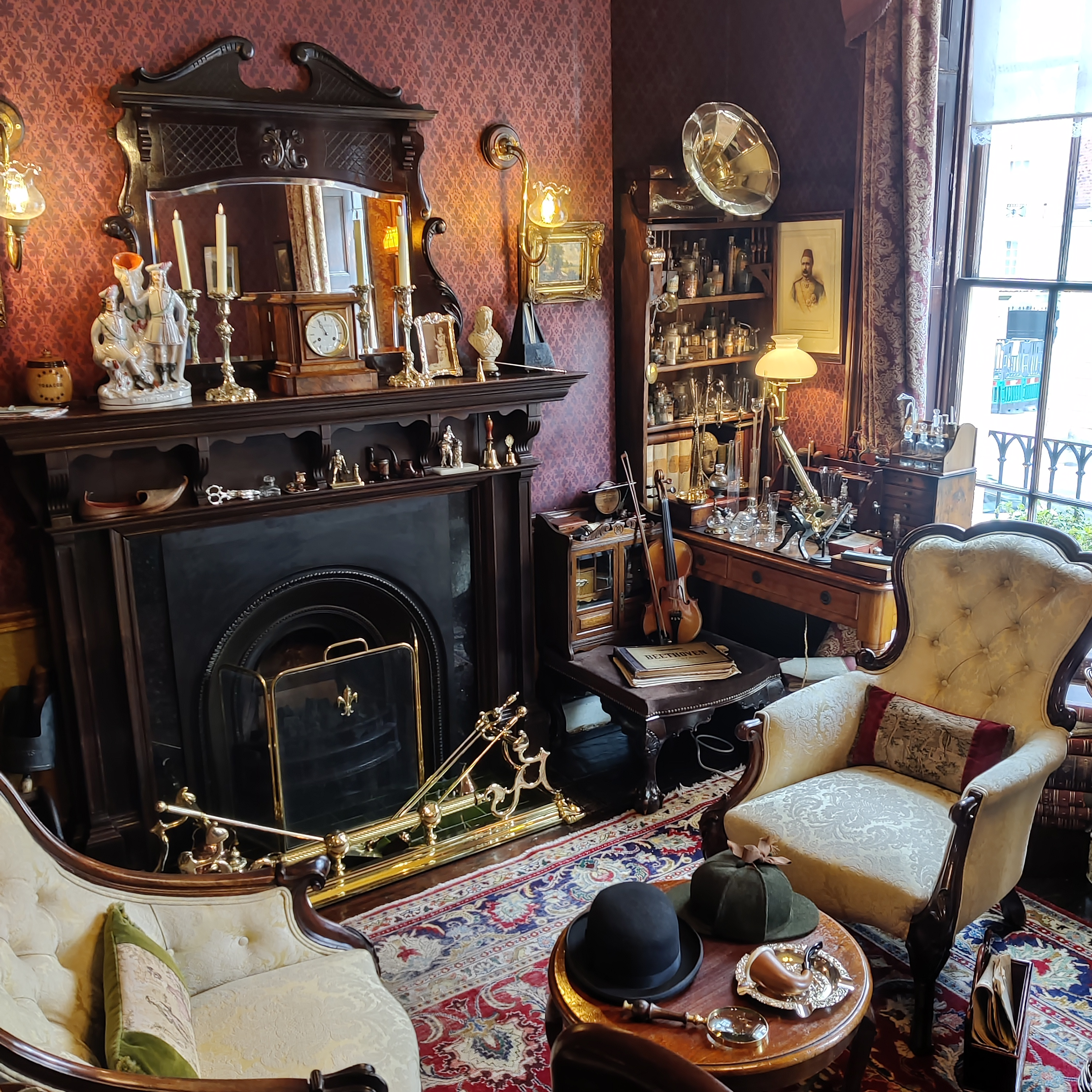
Гостиная на втором этаже музея

Интерьер дома в точности соответствует описаниям, присутствующим в произведениях Артура Конан Дойля о Шерлоке Холмсе, и отличается доскональностью проработки. В доме-музее можно увидеть «вживую» многие предметы, знакомые читателям по рассказам о Шерлоке Холмсе: скрипку Холмса, его шляпу, охотничий хлыст, турецкую туфлю с табаком, письма, приколотые перочинным ножом к каминной полке, оборудование для химических опытов, армейский револьвер Ватсона и т. п. На стене гостиной под стеклом красуется монограмма королевы Виктории «VR», которую Холмс «выстрелял» в рассказе «Обряд дома Месгрейвов».
Посетители музея могут осмотреть квартиру знаменитого сыщика и его друга, ознакомиться с предметами их быта, посидеть в кресле перед камином и сфотографироваться на память, а также приобрести сувениры, большинство из которых связано с Шерлоком Холмсом.
Здание музея было зарегистрировано в качестве дома с меблированными комнатами в период с 1860 по 1934 год и, таким образом, является не только домом-музеем Шерлока Холмса, но и классическим примером лондонского доходного дома конца XIX века.

## Владелец дома и земли
Согласно данным расследования SourceMaterial, опубликованным в газете The Times, земля и дома с 215 по 237 на Бейкер-стрит в Лондоне принадлежат семье бывшего первого президента Казахстана Нурсултана Назарбаева.

## Паб «Шерлок Холмс 57»
Помимо собственно музея Шерлока Холмса, реконструированная гостиная имеется в пабе «Шерлок Холмс» (10-11 Northumberland Street, Westminster, London WC2N 5DB, недалеко от Трафальгарской площади и вокзала Чаринг-Кросс). Паб был открыт в 1957 году в здании, которое ранее занимала гостиница «Northumberland Arms» (где, в соответствии с повестью «Собака Баскервилей», останавливался сэр Генри). В одном из помещений второго этажа была размещена музейная гостиная, почти целиком и полностью представляющая собой гостиную, собранную специалистами Марилебонской городской библиотеки для выставки «Мир Шерлока Холмса» в рамках Британского фестиваля (англ. Festival of Britain) в мае 1951 года. В 1957 году пивная компания «Уайтбред», являвшаяся владельцем паба, выкупила экспонаты у библиотеки. Помещение отделено от основного пространства паба стеклянной стеной.